# Mabuya
Mabuya és un gènere de sauròpsids (rèptils) de la família dels escíncids que es distribueix pel sud-est d'Àsia, Àfrica i les Amèriques.

## Taxonomia
Espècies que, d'acord amb la sistemàtica d'Andreas Schmidt, pertanyen al gènere Mabuya:
- Mabuya agilis (Raddi, 1823)
- Mabuya agmosticha Rodrigues, 2000
- Mabuya altamazonica Miralles, Barrio-Amorós, Rivas, Chaparro-Auza, 2006
- Mabuya arajara Reboucas-Spieker, 1981
- Mabuya berengerae Miralles, 2006
- Mabuya bistriata (Spix, 1825)
- Mabuya brachypoda (Taylor, 1956)
- Mabuya caissara Reboucas-Spieker, 1974
- Mabuya carvalhoi Reboucas-Spieker & Vanzolini, 1990
- Mabuya cochabambae Dunn, 1935
- Mabuya croizati Horton, 1973
- Mabuya dorsivittata Cope, 1862
- Mabuya falconensis Mijares-Urrtia & Arends, 1997
- Mabuya frenata (Cope, 1862)
- Mabuya guaporicola Dunn, 1935
- Mabuya heathi Schmidt & Inger, 1951
- Mabuya infralineata Boettger, 1913
- Mabuya lineolata Noble & Hassler, 1933
- Mabuya luciae Garman, 1887
- Mabuya mabouya (Bonnaterre, 1789)
- Mabuya macleani Mayer & Lazell, 2000
- Mabuya macrophthalma Mausfeld & Bõhme, 2002
- Mabuya macrorhyncha Hoge, 1946
- Mabuya meridensis Miralles, Rivas, & Schargel, 2005
- Mabuya nebulosylvestris Miralles, Rivas, Bonillo, Schargel, Barros, García-Perez, & Barrio-Amorós, 2009
- Mabuya nigropalmata (Andersson, 1918)
- Mabuya nigropunctata (Spix, 1825)
- Mabuya ozorii Bocage, 1893
- Mabuya sloanii (Daudin, 1803)
- Mabuya unimarginata Cope, 1862
- Mabuya wrightii Boulenger, 1887
- Mabuya zuliae Miralles, Rivas, Bonillo, Schargel, Barros, García-Perez, & Barrio-Amorós, 2009